# 1039 Sonneberga
Az 1039 Sonneberga (ideiglenes jelöléssel 1924 TL) a Naprendszer kisbolygóövében található aszteroida. Max Wolf fedezte fel 1924. november 24-én, Heidelbergben.